# Liste der Monuments historiques in Rumont (Seine-et-Marne)
Die Liste der Monuments historiques in Rumont (Seine-et-Marne) führt die Monuments historiques in der französischen Gemeinde Rumont auf.

## Liste der Bauwerke
| Bezeichnung         | Beschreibung                  | Standort | Kennzeichnung | Schutzstatus | Datum | Bild           |
| ------------------- | ----------------------------- | -------- | ------------- | ------------ | ----- | -------------- |
| Kirche St-Denis     | Erbaut ab dem 12. Jahrhundert | (Lage)   | PA00087263    | Inscrit      | 1979  | weitere Bilder |
| Pierre de l’Armoire | Neolithikum                   | (Lage)   | PA00087262    | Classé       | 1889  |                |

## Liste der Objekte
Zum Verständnis siehe: Kirchenausstattung
- Monuments historiques (Objekte) in Rumont (Seine-et-Marne) in der Base Palissy des französischen Kultusministeriums